# Elisabeth Schwarzhaupt
 (mars 2025).
Si vous disposez d'ouvrages ou d'articles de référence ou si vous connaissez des sites web de qualité traitant du thème abordé ici, merci de compléter l'article en donnant les références utiles à sa vérifiabilité et en les liant à la section « Notes et références ».
En pratique : Quelles sources sont attendues ? Comment ajouter mes sources ?
Emma Sophie Elisabeth Schwarzhaupt, née le 7 janvier 1901 à Francfort-sur-le-Main et morte le 30 octobre 1986 dans la même ville, est une femme politique allemande membre de l'Union chrétienne-démocrate d'Allemagne (CDU).
Elle occupe, de 1961 à 1966, le poste de ministre fédérale des Affaires sanitaires dans les coalitions noire-jaune de Konrad Adenauer et Ludwig Erhard, devenant ainsi la première femme à siéger dans un cabinet ministériel en Allemagne et la première titulaire du nouveau portefeuille de la Santé.

## Biographie
Son père, Wilhelm Schwarzhaupt, est député au Landtag de Prusse dans les années 1930, et sa mère descend d'une famille de commerçants.
Après avoir passé son Abitur en 1920, elle fait des études de droit à l'université Johann Wolfgang Goethe de Francfort-sur-le-Main, où elle obtient son diplôme en 1930, et son doctorat en 1932. Elle travaille jusqu'en 1932 comme juriste dans un organisme de protection juridique pour les femmes à Francfort-sur-le-Main. Elle est un temps fiancée à un médecin juif qui, en raison de l'instauration du Troisième Reich, fuit en Suisse puis aux États-Unis sans qu'elle ne le suive.
Nommée ensuite juge à Dortmund et Francfort, elle est contrainte de démissionner en mars 1933, après la prise de pouvoir par Adolf Hitler, à la suite d'un décret du ministre de la Justice, Franz Gürtner, interdisant aux femmes d'exercer la fonction de juge. Elle travaille alors pour l'association des retraités allemands, à Berlin, avant d'être recrutée pour un poste de juriste en 1935 par le cabinet d'avocats de l'Église protestante Berlin-Brandebourg-Haute Lusace silésienne.
Elle revient à Francfort en 1947, où elle occupe jusqu'en 1953 un emploi pour le service des relations extérieures de son Église, après quoi elle prend la direction de l'association pour le travail des femmes protestantes.
Elle est présidente de l'Association allemande des femmes universitaires (Deutscher Akademikerinnenbund) de 1970 à 1974.
Elle est la première femme commandeur de l'ordre du Mérite de la République fédérale d'Allemagne, en 1965.
Elle meurt à Francfort-sur-le-Main le 30 octobre 1986 et elle est inhumée au cimetière principal de la ville.

## Carrière politique
Sous la République de Weimar, elle a appartenu au Parti populaire allemand (DVP), puis elle a rejoint l'Union chrétienne-démocrate d'Allemagne (CDU) en 1945. Elle est élue députée fédérale au Bundestag huit ans plus tard, et devient en 1957 vice-présidente du groupe des Unions CDU/CSU.

### Pour l'égalité dans le mariage
Contrairement aux membres de son parti, y compris les femmes, elle était une opposante déclarée de la voix prépondérante de l'homme dans tous les litiges survenant dans le cadre du mariage. En compagnie de Margot Kalinke, députée du Parti allemand (DP) et grâce au soutien des libéraux, elle est parvenue à faire adopter, le 18 juin 1957 par la commission juridique du Bundestag, et ce contre l'avis de la majorité au pouvoir, constituée de la CDU/CSU, du Bloc des réfugiés et du DP, la « loi sur l'égalité des hommes et des femmes dans le domaine du droit civil », qui supprimait la clause de prépondérance de l'époux.

### La première ministre fédérale
Le 14 novembre 1961, Elisabeth Schwarzhaupt est nommée au nouveau poste de ministre fédérale des Affaires sanitaires, devenant la première femme à diriger un ministère fédéral. Elle est reconduite deux ans plus tard par le nouveau chancelier, Ludwig Erhard, mais finit par quitter le cabinet lorsque ce dernier est remplacé par Kurt Georg Kiesinger, en 1966.
Elle achève alors son mandat de députée au Bundestag, et se retire de la vie politique en 1969.